# 玛莎·莱恩·柯林斯
玛莎·莱恩·柯林斯（英語：Martha Layne Collins，1936年12月7日—）是一位来自美国肯塔基州的女商人和政治家，曾于1983至1987年间担任该州第56任州长，还曾在小约翰·Y·布朗就任州长期间担任该州的第48任副州长。截至2021年，她仍是肯塔基州历史上仅有的一位女性州长，并且起初当选时也成为全美级别最高的女性民主党官员。她在1984年美国总统选举前曾有望成为民主党总统候选人沃尔特·蒙代尔的竞选搭档，但蒙代尔最终选择了杰罗丁·费拉罗。
从肯塔基大学毕业后，柯林斯从事学校教师的工作，同时她的丈夫获得了牙科学位。她开始对政治产生兴趣，参与了1971年温德尔·福特州长选举和1972年沃尔特·“迪伊”·赫德尔斯顿（Walter "Dee" Huddleston）联邦参议员选举的竞选工作。1975年，她获选成为该州的民主党秘书，并当选肯塔基州上诉法院书记员。这一期间，一条州宪法修正案对全州司法系统加以改组，上诉法院成为肯塔基州最高法院，柯林斯继续在更名后的新法院担任书记员，她的工作是努力告知公民这个法院的新作用。
1979年，柯林斯当选为州长小约翰·Y·布朗手下的副州长。布朗经常离开该州，结果柯林斯在四年任期内有超过500天都在代理着州长的职务。1983年，她击败共和党候选人吉姆·邦宁（Jim Bunning），成为肯塔基州首位女州长。她的任期主要有两大关注焦点：教育和经济发展。起初她在1984年立法会议期间提议增加教育投入，但未获批准。1985年，她在全州120个县与议员展开一系列会面，为自己提议的改革代言，并试图了解州内人民希翼什么样的改革，根据获得的信息对自己提出的方案进行调整，这一新的方案也于同年7月在特别立法会议上通过。1986年，她成功地通过奖励方案吸引丰田汽车公司前来办厂，相应产生的法律问题也在肯塔基州最高法院化解。全州在柯林斯任期内出现了创纪录的就业增长。
根据当时的州宪法，肯塔基州州长不能寻求连任。柯林斯的州长任期结束后先后在多所大学任教，从1990到1996年，她担任斯普林菲尔德附近的圣凯瑟琳学院校长。1993年，她的丈夫因政治腐败罪名受到起诉并被法庭定罪，此前曾有传闻认为她将参选联邦参议员，或是在克林顿总统政府中任职，但这一丑闻损害了她的形象，重返政坛的希望变得渺茫。2005年1月，她成为肯塔基世界贸易中心的董事长兼，还是包括伊士曼柯达公司在内多家企业的董事会成员。截至2012年，她仍在喬治城大學从事兼职教学。

## 早年生活
玛莎·莱恩·霍尔（Martha Layne Hall）于1936年12月7日生于美国肯塔基州谢尔比县东北部的非建制地区巴格达，是父亲埃弗雷特·霍尔（Everett Hall）和母亲玛丽·霍尔（Mary Hall）唯一的孩子，母亲的娘家姓叫泰勒（Taylor）:229。玛莎全家在她上六年级那年搬到了谢尔比维尔，并开办了霍尔—泰勒殡仪馆:229。玛莎参与了多项课外活动，其中既有在学校进行的，也有在当地浸信会教堂进行的:229。她的双亲积极参与地方政治，为多位民主党候选人的竞选工作，玛莎也时常加入其中，帮助装信封并挨家挨户地递交传单。
玛莎在就读谢尔比维尔高中期间成绩优异，并曾是拉拉队长。她经常参加选美比赛，并曾于1954年赢得谢尔比县烟草节皇后头衔。高中毕业后她入读林登伍德学院，这是一所位于密苏里州圣查尔斯县县城圣查尔斯（Saint Charles）的女子高校。在此就读一年后，她转学至列克星敦的肯塔基大学。她积极参与多个俱乐部活动，包括齐欧美家（Chi Omega，简称）女生社交联谊会，侵信会学生会，以及家政俱乐部，还是所住宿舍的舍长和宿舍舍长理事会副主席。
1957年，玛莎在参加谢尔比县的一次浸信会野营活动时结识了比利·路易斯·柯林斯（Billy Louis Collins）:229。比利当时在乔治敦的乔治敦大学就读，距列克星敦约有21公里，两人开始一边约会，一边继续完成学业:229。玛莎于1959年获得家政科理学学士学位。这年早些时候她赢得了肯塔基赛马节的皇后头衔，因此曾短暂考虑以模特儿作为自己的职业:229，不过最终改变了主意，毕业后不久就与比利成婚:229。之后比利在路易斯维尔大學攻读牙医学位，而玛莎则在路易维尔的赛内卡高中和费尔代尔高中教书:230。两人在路易维尔生活期间有了两个孩子，史蒂夫（Steve）和玛拉（Marla）。
1966年，柯林斯一家搬到了凡尔赛，玛莎在伍德福德县初中教书。夫妻俩开始积极参加多个民间组织，包括美国青年商会和民主党青年夫妇俱乐部。他们还曾通过这个俱乐部为亨利·沃德（Henry Ward）的1967年州长竞选做出努力，但沃德最终未能获胜。

## 早年政治生涯

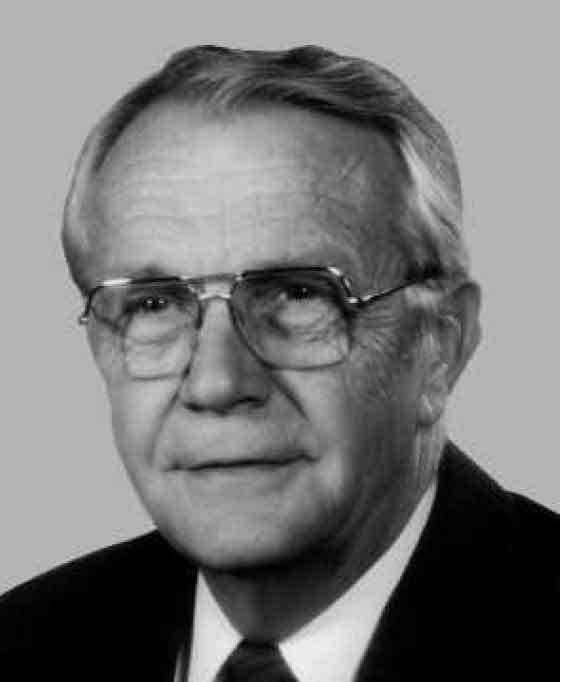
柯林斯曾在温德尔·福特1971年竞选肯塔基州州长期间为他工作

1971年时，柯林斯已经是青年商会主席，并因此引起了民主党肯塔基州参议员沃尔特·“迪伊”·赫德尔斯顿的注意。他邀请柯林斯与自己共同主持温德尔·福特在第六选区的州长竞选。当时的州民主党主席·米勒（J.R. Miller）称赞“她在那个选区的组织工作（好到）让你难以置信”。福特成功当选后指派她为肯塔基州的民主党全国委员会女性代表，她辞去了教师的工作，开始在州民主党总部做全职工作，既是州民主党的秘书，也是1972年民主党全国大会的代表:230。1972年，她又参与了赫德尔斯顿参选联邦参议员的竞选工作。
1975年，科林斯在初选中击败另外四位对手，赢得民主党的肯塔基州上诉法院书记员提名。到了普选中，她以大幅优势击败共和党对手约瑟夫··兰伯特（Joseph E. Lambert），一共获得了38万2528票支持，比对方的23万3442票多了超过63个百分点。在任期间，肯塔基州议会通过了一条肯塔基州宪法修正案，将州上诉法院更名为肯塔基州最高法院，柯林斯也因此成为上诉法院的最后一任和最高法院的首任书记员。作为书记员，她编发了介绍最高法院新作用的宣传册，并与州教育部门合作创建了一份在公立学校使用的教师手册，详细介绍了宪法修正案改变法院系统后所产生的影响。柯林斯因此入选商业和职业女性驻伍德福德县分部评选的1976年最有成就女性。1977年，州长朱利安·卡罗尔（Julian Carroll）任命她为友谊团的肯塔基州执行干事。
1979年，柯林斯在初选中以23%的得票率战胜其他五位对手，获得民主党的副州长提名，然后又在普选中以54万3176票击败得票31万6798票的共和党候选人哈尔·罗杰斯（Hal Rogers）。担任副州长期间，由于州长小约翰··布朗不喜欢庆典之类的正式活动并且经常选择不予出席，因此柯林斯时常要前往州内各地代替州长参加:231。到四年任期结束时，她宣布自己已经走访过了州内全部120个县:231。州长布朗还经常离开前往州外，结果柯林斯担任副州长期间有超过500天都在代理着州长职务。
作为副州长，柯林斯还有主持州参议院运作的义务。两大主要党派的参议员都称赞了她在议事程序上表现出的公正和学识。她任内一共出现了两次投票出现半数对半数僵局，需要她投下决定票的情况， 其中一项法案是允许该州的教师参与集体协商，另一项法案则是允许州内的银行跨越县界设立分行，这两次她都投下了反对票，令法案不能通过。她任内还曾担任全美副州长会议主席，成为担任这一职位的首位女性:231。1982年，她还成为美南浸信会神学院在路易维尔的校董会成员。

## 1983年州长选举
副州长任期接近尾声时，柯林斯宣布自己有意在1983年参选州长。她在民主党初选中的对手包括路易维尔市长哈维·斯隆（Harvey Sloane）和前肯塔基州人力资源部长格雷迪·斯坦博（Grady Stumbo）。许多民主党的领袖人物都支持柯林斯，但州长布朗突然在初选前不久宣布支持斯坦博，指称斯隆和柯林斯如果当选，就会利用州长的任命权损坏党派的优势地位。这在当时实际上是很常见的做法，布朗在自己担任州长期间会特别避免谈论这个问题。最终柯林斯获得了22万3692票，战胜获得21万9160票的斯隆和19万9795票的斯坦博赢得提名。斯隆一度要求重新计票，但最终还是觉得这于事无补并承认败选。

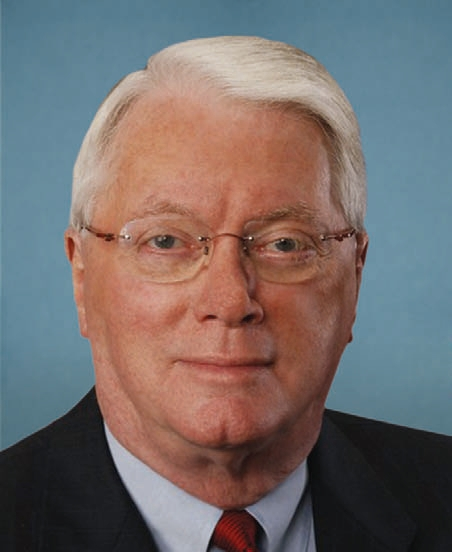
吉姆·邦宁是柯林斯在1983年州长选举中的对手

柯林斯在普选中的对手是共和党州参议员，之后的棒球名人堂投手吉姆·邦宁。美国全国妇女组织、全国妇女竞选基金会以及妇女政治核心小组都拒绝支持柯林斯，因为她对平等权利修正案提供的支持很冷淡，并且也反对堕胎，除非是强奸、乱伦或是母亲会有生命危险的情况才例外。邦宁在竞选中缺乏风度，并且也不能找到有效方法吸引传统民主党选民的支持，他的天主教背景也在政治上不利。柯林斯最终赢得了56万1674票，战胜获得45万4650票的邦宁，当选为肯塔基州历史上首位，并且截止2013年也是仅有的一位女性州长。
柯林斯在当选后把竞选经费中剩余的24万2000美元捐给了州民主党。但在她的丈夫成为州民主党财务主管时——这个职位的年薪有5万9900美元——肯塔基州新闻界指控这是柯林斯把竞选资金装入私人腰包的阴谋，并且前任财务主管没有收取报酬。面对媒体的指责，柯林斯医生辞去了这个职位，所有涉及此事的人士都坚称州长并不知道自己丈夫获得任命的详情。媒体对她的批评持续不断，因为有许多曾在她过去竞选中担任要职但缺乏相关工作经验的人员都获得任命成为了她行政内阁的成员。当新上任的保险业监理吉尔伯特·麦卡蒂批准了蓝十字蓝盾请求的17%利率提升时——上任保险业监理曾在数天前拒绝了这一请求——柯林斯立即将之暂缓，并安排召开公开听证会进行处理。

## 州长任期
柯林斯在首次向州立法部门演说时请求肯塔基州议会增加拨款3.24亿美元，其中大部分将用于教育。这笔钱则将由她提出的一系列税收方案加以补足，其中包括对年收入超过15000美元的个人增收所得税，扩展消费税的涵盖范围，如汽车修理和干洗，以及增加企业牌照税。1984年的双年度立法会议期间，州议员没有通过她的提议，柯林斯于是对之加以修订，保留了增收企业授权税的内容，但把营业税和所得税用5个百分点的个人所得税代替，并逐步淘汰公司通过宣称折旧来减免州税的做法。由于肯塔基州仍然受到1980年代初经济衰退的不利影响，并且1984年又是大选年，州议员拒绝增税，柯林斯最终也撤回了自己的请求，改为提交了一个可持续性的预算方案。她倡导的一些教育提案获得了通过，如强制幼儿园、针对小学生的辅导课程，对教师实行强制测试和实习制度，以及对表现欠佳的学校实施学术接管:233。柯林斯在1984年立法会议期间的其他成绩还包括通过了更严格的醉驾法律，并允许州内的银行公司收购同样在肯塔基州境内的其他银行。

### 竞选副总统的考量

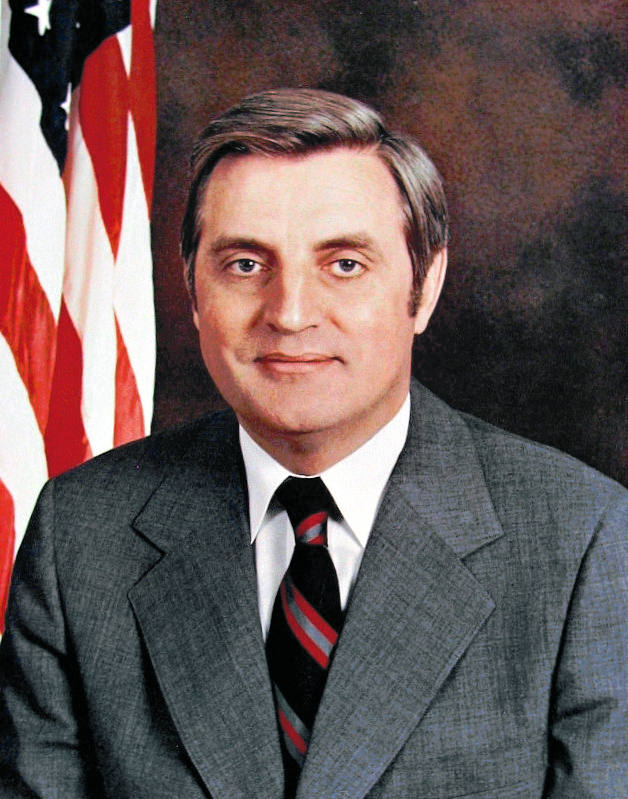
沃尔特·蒙代尔接见了柯林斯，考虑选择她作为自己参加1984年大选的竞选搭档。

当选为肯塔基州州长让柯林斯成为全美级别最高的女性民主党官员。当时美国历史上还只有过两位女性联邦参议员，但她们都是共和党人，并且柯林斯之前全美任何一个州都没有出现过女性州长。当选后不久，她出现在《早安美国》上，面对是否有意角逐副总统职位的问题，她的回答模凌两可。上任四天后，她获选代表民主党对共和党总统罗纳德·里根在每周电台演讲中的演说作出回应。演说后举行的记者招待会上，记者问起她是否愿意考虑在即将到来的大选中成为民主党副总统候选人，她对此的答复是：“不，这次就不了”。
1984年中期，民主党全国委员会选择柯林斯主持在旧金山召开的1984年民主党全国大会。这样的安排让柯林斯不可能成为与会肯塔基州代表的主席。该位置则交给了柯林斯的儿子史蒂夫。大会召开前，很有希望获得总统候选人提名的沃尔特·蒙代尔会见了柯林斯，似乎有可能选择她作为自己的竞选搭档，但最后还是选择了杰罗丁·费拉罗:233。但是，之后《迈阿密先驱报》（The Miami Herald）的一位作者指出，根据对蒙代尔顾问进行的多次采访，他从未认真考虑过要让柯林斯作为副总统候选人，之所以将她列入可能人选名单主要只是为了应对可能出现的那些认为他考虑其他女性或少数族裔的做法是一种“表面文章”的指控。

### 教育提案
1985年1月，柯林斯亲自担任教育和人文内阁州务卿，展开了争取更多教育经费和改革的又一轮努力。上任后，她与全州每一个县的重要议员展开了一系列会面，为自己提议的改革代言，并试图了解州内人民希翼什么样的改革。会面后，柯林斯仔细地将自己提出的教育方案和可能增税的方案分离，因为她认为正是增税上的问题才导致自己之前提出的议案无法通过。
1985年6月，柯林斯提出了新的一系列教育改革方案，其中包括为教师全面加薪五个百分点，减少每班学生人数，为建设项目注资，向全州每位幼儿园教师提供辅助，还有一项“实力均衡”计划，旨在为较为贫穷的学区提供资金，让其实力与较富裕的学区相比更为均衡。这些方案获得了州议员的良好回应，于是她在7月8日召开特别立法会议，请议员对之加以考量。经过两个星期的审议，州众议员批准了柯林斯的教育方案，把企业牌照税提高了三倍，每1000美元注册资金收取2.1美元，以支付新方案所产生的费用。不过，州众议院否决了每加仑增收5美分州燃油税来为其它支出融资的提议。
柯林斯在1985年特别立法会议取得成功后再接再励，于1986年立法会议期间提出了为高等教育拨款的方案。议会批准了在双年度预算中为高等教育增加1亿美元经费，还批准实施了一项试点学前教育计划，购买新的阅读教科书，但没有同意柯林斯增加拨款390万美元改善州内职业教育系统的请求。议会还同意对柯林斯支持的一项宪法修正案进行全民公决，这项修正案将令州教育部门的管理者由以前的民选改为任命职位。虽然有柯林斯领导为之摇旗呐喊，但是肯塔基州选民还是在1986年11月的投票中否决了这项修正案。起初提高企业税是为了补足增加教育预算的开销，但这显然不够。1987年，将继任柯林斯州长职位的民主党州长候选人华莱士·威尔金森宣布自己反对一项旨在通过改变州所得税来增加收入的方案，这一计划也因此胎死腹中。

### 丰田装配厂
1985年3月，柯林斯踏上了首次组织贸易代表团前往日本的旅程，并于1985年10月再度前往，还访问了中华人民共和国，成为历史上首位访问该国的肯塔基州州长，一方面希望能够鼓励肯塔基州商品开拓中国市场，同时也是为了与中国江西省建立“姐妹州”的友好关系。柯林斯在日本的努力取得了她州长任期内最显著的成就，说服丰田汽车在乔治敦建造一个耗资8亿美元的制造工厂。根据公布的报告，丰田公司当时还有可能在印第安纳州、密苏里州田纳西州和堪萨斯州选址，但在柯林斯的努力下，肯塔基州最终脱颖而出。
柯林斯和州商务部长卡罗尔·奈斯利（Carroll Knicely）在与丰田达成的协议中承诺，州立法部门将会批准1.25亿美元的奖励，这其中包括3500万美元用于购买和改善650公顷丰田工厂用地，3300万美元用于职工的前期培训，1000万美元用于建设员工技能培养中心，还有4700万美元用于改善工地附近的公路。这一系列的奖励项目于1986年立法会议期间获得了批准。肯塔基州司法部长大卫·L·阿姆斯特朗（David L. Armstrong）一度表示自己担心这样的奖励有可能会与州宪法存在冲突，因为这相当于从国库拿钱送礼给私营企业，但最后他也认为州众议院在遵守宪法方面做出了基于善意的努力。
考虑到阿姆斯特朗的担忧，行政部门聘请总法律顾问·帕特里克·阿贝尔（J. Patrick Abell）提交了一份友善的测试案件，来判定这一奖项方案的合宪性。就在案件待决期间，《列克星敦先驱领袖报》（Lexington Herald-Leader）报道称行政部门未能将预计成本所产生的利息纳入进行融资的债券中，该报同时还报道称实际成本出现超支，到1986年9月底，整个方案的总计耗资已经上涨到了3.54亿美元。到了10月，丰田公司同意支付工地建设准备相关成本中超支的部分。
反对向丰田提供奖励措施的人士加入到了州政府的测试案件中。1986年10月，富兰克林县巡回法院法官雷·科恩斯（Ray Corns）签发了奖励方案并不违反州宪法的初步裁定，但双方都请求肯塔基州最高法院作出最终裁决。1987年6月1日，肯塔基州最高法院以四比三的投票结果裁定，这一方案是以公共服务为目的，因此是合宪的。丰田公司在全州开设了多个装配厂，这让原有的大部分反对意见明显削弱，柯林斯的任期接近尾声时，州商务部内阁报告称自丰田公司宣布来肯塔基州开厂以来，全州已有17个县开办了25家汽车领域的制造工厂。
1987年，柯林斯向福特汽车承诺提供1000万美元的州补助，鼓励该公司扩大其位于路易维尔的货车装配厂。在她的经济发展规划影响下，肯塔基州的就业增长创下了新的纪录，这其中既包括吸引国内商家，也包括招徕国际企业。全州失业率从1983年10月的9.7个百分点下降到了1987年10月的7.2个百分点。根据行政部门自行统计的数据，柯林斯任内全州一共净增了73000个工作岗位。

### 柯林斯任期内的其它事宜
1987年10月7日，柯林斯召集特别立法会议，以期解决州在支付工伤赔偿专项基金和支出上产生的赤字。该专项基金用于向出现职业病和工伤且无法追溯到任何雇主的工人提供赔偿。民主党州参议员艾德·奥丹尼尔（Ed O'Daniel）提出一项方案，预期将提供一个由州议会在会议期间审议的框架。根据他的方案，专项基金将增加对工人30年赔偿金额的评估，对煤炭企业的评估将比其他企业要长，因为专项基金已经支付的索赔中有大部分都是针对黑肺病患者，这是一种在煤矿工人中很常见的呼吸系统疾病；这也导致那些严重依赖采煤业的县议员对此表示反对。不过最终经过九天的谈判，肯塔基州议会通过与奥丹尼尔最初提议非常相似的提案，随后由柯林斯签置。
柯林斯曾在田纳西－汤比格比水路于1985年向公众开放前后担任水路管理局主席。1985年5月10日，她成为肯塔基大学校友协会杰出校友名人堂成员。她还主持过南方增长政策委员会，南方各州能源委员会以及阿巴拉契亚区域委员会。

## 离任后的活动
柯林斯的任期于1987年12月8日结束，根据当时肯塔基州宪法中的限制，在任州长不能寻求连任。1988年，她接受了路易斯维尔大学的一份教职，给该校的商科班学子提供客座讲座。她还在列克星敦开设了一间国际贸易咨询公司。1988年，西肯塔基大学校长克恩·亚历山大（Kern Alexander）辞职前往弗吉尼亚理工学院暨州立大学任职，柯林斯成为四位继任候选人之一。一些教职员工公开表示对柯林斯缺乏学术经验感到担忧，结果她在新任校长人选宣布前不久退出了竞争。

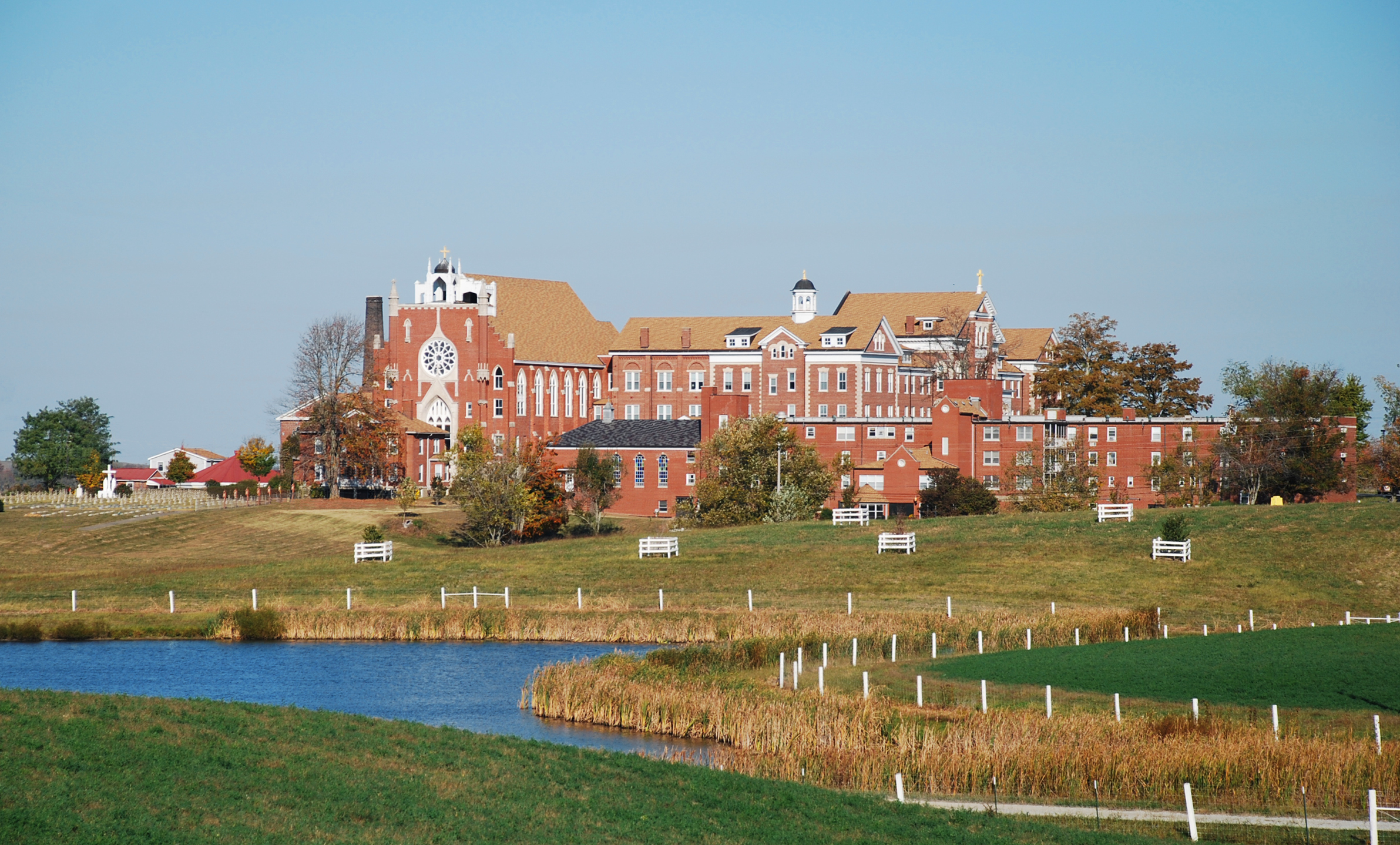
柯林斯曾于1990到1996年担任圣凯瑟琳学院校长

履行对路易斯维尔大学一年的教学承诺后，柯林斯成为哈佛政治学院的约翰·F·肯尼迪政府学院资深会员，每星期教授一次不计学分的领导风格课程。就在成为哈佛成员的同时，她也于1989年成为米德韦学院校董会成员。1990年起她不再担任美南浸信会神学院校董会董事，这是因为从1986到1989年，她连续三次缺席董事会会议。1990年，柯林斯接受了斯普林菲尔德的圣凯瑟琳学院校长一职，成为这所小规模天主教院校历史上首位不是道明会修女的校长。该校官员表示，之所以请柯林斯担任校长是为了提升学校的知名度。
1993年，柯林斯的丈夫比尔受到以权谋私的丑闻指控。这一指控称比尔在夫人担任州长期间利用他人认为自己可以通过妻子影响到州政府合同授予的看法谋利，还进一步指出他利用这种观点在那些与州政府存在商业往来的人士那里获得了200万美元。经过7个星期的审讯，法庭于1993年10月14日裁定他罪名成立，判决他在联邦监狱服刑五年零三个月，这是美国联邦量刑指南中对这一罪名指定的刑期下限，并因受控涉嫌阴谋将回扣伪装成政治捐款而判处罚款两万美元。州长柯林斯受到传唤出庭做证，但没有受到起诉:235。但这一丑闻玷污了她的形象，还有可能让她因此而失去在新总统比尔·克林顿领导的行政部门中任职的机会:235。还有传言称柯林斯一度考虑竞选联邦参议员，但在丈夫定罪后，她再也没有做出过这方面的尝试:235。1997年10月10日，比尔从联邦监狱刑满获释，夫妻俩也得以重聚。
1996年，柯林斯辞于圣凯瑟琳学院校长职务，开始执管肯塔基大学国际商务和管理中心。同年下半年，她与他人共同主持1996年民主党全国大会的全权证书委员会。1998年，她与肯塔基大学的合同到期，然后开始在乔治敦大学从事兼职教学，这样她也可以有更多的时间追求其它自己有兴趣的事务。1999年，她获得任命成为日本驻列克星敦名誉总领事，其职责主要是促进日本在肯塔基州的利益，鼓励日本人到该州投资，并鼓励促进日本和肯塔基州文化上的相互理解。2001年，肯塔基州州长保罗·E·巴顿（Paul E. Patton）任命她为妇女经济地区肯塔基专责小组的其中一位负责人:235。2005年1月，她成为肯塔基世界贸易中心的董事长兼首席执行官。此外，她还是包括伊士曼柯达公司在内多家企业的董事会成员。

### 奖项和荣誉
女性引领肯塔基是一个旨在促进教育、指导和肯塔基州职业女性的相互联系的非盈利性组织，该组织于1999年创立了玛莎·莱恩·柯林斯领袖奖，来对那些“通过她的个人、社会和职业生涯启发和激励其他女性的肯塔基州女性”作出表彰，柯林斯也成为该奖的首位获得者。2003年，肯塔基州的蓝草大道更名为玛莎·莱恩·柯林斯蓝草大道，同年世界贸易中心协会还授予她肯塔基州世界贸易荣誉奖2010年，谢尔比县的一所新开设的高中也命名为玛莎·莱恩·柯林斯高中。

#### 外国勋章奖章
- 旭日重光章（日本，2009年11月3日公布[55]）

## 扩展阅读
- Johnson, Gail. . North Charleston, South Carolina: CreateSpace. 2012. ISBN 978-1-4662-7769-4.
- Madsen, Susan R. . Lanham, Maryland: University Press of America. 2009. ISBN 0-7618-4308-6.
- Marshall, Brenda DeVore; Molly A. Mayhead. . Westport, Connecticut: Praeger. 2000. ISBN 0-275-96778-6.
- Smith, Frances. . Lexington, Kentucky: Denham Publishing Company. 1991. ISBN 0-9630135-0-5.

| 官衔                        | 官衔                             | 官衔                     |
| --------------------------- | -------------------------------- | ------------------------ |
| 前任： 小约翰·Y·布朗        | 肯塔基州州长 1983–1987           | 繼任： 华莱士·G·威尔金森 |
| 前任： 塞尔玛·斯托瓦尔      | 肯塔基州副州长 1979–1983         | 繼任： 史蒂夫·比谢尔     |
| 政党职务                    |                                  |                          |
| 前任： 小约翰·Y·布朗        | 民主党肯塔基州州长候选人 1983    | 繼任： 华莱士·G·威尔金森 |
| 前任： 塞尔玛·斯托瓦尔      | 民主党肯塔基州副州长候选人 1979  | 繼任： 史蒂夫·比谢尔     |
| 前任： 提普·奥尼尔          | 民主党全国大会常任主席 1984      | 繼任： 吉姆·怀特         |
| 司法职务                    |                                  |                          |
| 前任： 弗朗西丝·琼斯·米尔斯 | 肯塔基州上诉法院书记员 1975–1979 | 繼任： 职位取消          |